# Гайю, Мануэл да Силва
Мануэ́л да Си́лва Га́йю (порт. Manuel da Silva Gaio; до реформы 1911 года порт.-браз. Gayo; 6 мая 1860, Коимбра — 11 февраля 1934, Коимбра) —  португальский писатель и поэт, литературный теоретик и критик символизма, журналист, драматург, эссеист. Представитель постромантизма (неоромантизма), парнасской школы и символизма в португальской литературе. Основоположник неолузитанизма в поэзии.

## Порядок имён
Как в биографическом справочнике Portugal, так и в Указателе имён «Истории португальской литературы» последняя фамилия занимает первое место: Gayo (Manuel da Silva), Gaio, Manuel da Silva.

## Биография и творчество
Отец, Антониу де Оливейра да Силва Гайю (António de Oliveira da Silva Gaio), известен как автор романа Mário – Episódios das Lutas Civis Portuguesas (1868).
Мануэл да Силва Гайю родился и умер в Коимбре. В конце 1870-х годов входил вместе с Луишем де Магальяйеншем (Luís de Magalhães) в возникшую в Коимбре новую группу португальских парнасцев, среди которых выделялся Антониу Фейжо́ как наиболее значительный ученик Гонсалвеша Крешпу и последователь французских парнасцев. В 1885 году окончил факультет права Коимбрского университета. Часть жизни была связана с Коимбрским университетом, в котором на протяжении ряда лет занимал различные руководящие должности. 
Сотрудничал со многими периодическими изданиями, в частности, Correio da Manhã, Revista scientífica e literária, Evolução, Século и другими. С 1888 по 1891 год занимал пост действительного редактора Novidades. Был секретарём редакции журнала Revista de Portugal, который основал Эса де Кейрош в 1889 году.
В 1895—1896 годах Мануэл да Силва Гайю и Эужениу де Каштру (Eugénio de Castro) руководили изданием журнала «Искусство» (Arte, не путать с журналом, выпускавшимся под тем же названием в Порту в 1895—1899 годах), с которым сотрудничали известные символисты Верлен и Гюстав Кан. Статьи Силвы Гайю способствовали распространению символизма в Португалии. Выступал за возрождение национальных литературных традиций. Как критик был настроен против преобладавшей в поэзии 1890-х годов пессимистической тенденции и высмеивал витающих в облаках поэтов, творивших только для избранных. В поэзии прослеживаются тенденции неоромантизма и символизма, тяготение к мистицизму по примеру Герры Жункейру и Антеру де Кентала. В сочинениях разрабатывал религиозную и историческую тематики.
В 1900-х годах был вовлечён в полемику по поводу авторства эклоги «Кришфал» (Crisfal), защищая вместе с Теофилу Брагой и Каролиной Михаэлис де Вашконселуш авторство Криштована Фалкана

## Публикации
Поэзия
- 1892 — Poesias, Canções do Mondego; Rimas Escolhidas (1.ª ed. 1887). Coimbra, F. França Amado. — 148 p.
- 1896 — O Mundo vive d’illusão. Coimbra, F. França Amado. — 145 p.
- 1900 — Mondego :  [порт.] / Manuel da Silva Gayo. — Coimbra : F. França Amado, 1900. — 48 p.
- 1905 — Versos Escolhidos (1882—1902). Coimbra, Livraria Academica de J. de Moura Marques. — XXVII, 280 p.
- 1916 — Chave dourada. Porto. — 184 p.
- 1925 — Dom João. Porto, Companhia Portuguesa Editora. — 84 p. (поэма, переведена на французский язык, 1929)
- 1927 — O Santo (поэма)
- 1928 — Sulamite. Coimbra, Atlântida Libraria Editora . — 58 p. (поэма)
- As três ironias

Проза
- 1893 — Pecado antigo (новелла). Coimbra, F. França Amado. — 16 p.
- 1895 — Os Novos, vol I. Moniz Barreto. Coimbra, F. França Amado. — 101 p.
- 1895 — Um anno de chronica. Lisboa, Livraria Bertrand. — 347 p.
- 1903 — A Dama de Ribadalva :  [порт.] / Manuel da Silva Gayo. — Lisboa : Tavares Cardoso & Irmão, 1903. — 197 p.
- 1904 — Últimos crentes. Lisboa, A. M. Teixeira. — 215 p.
- 1911 — Torturados. Porto, Livraria Chardron. — 415 p.

Драмы
- Na volta da Índia (историческая драма)
- 1903 — A encruzilhada (пьеса в 1 акте)

Литературоведческие эссе
- 1917 — Da poesia na enducação dos gregos
- 1919 — Eça de Queirós
- 1928 — Eugénio de Castro
- 1930 — João de Deus
- 1931 — Os Vencidos da Vida
- 1932—1933 — Bocolismo. Coimbra, Imprensa da Universidadade. 2 vol.